# Бледных, Василий Васильевич
Василий Васильевич Бледных (21 июля 1938, Уфа — 20 мая 2017, Челябинск) — советский и российский учёный, академик РАН (2013). Заслуженный деятель науки и техники РФ. Научный руководитель Межрегионального центра сельскохозяйственного машиностроения, главный научный сотрудник Южно-Уральского государственного аграрного университета, доктор технических наук, профессор. Ректор Челябинского института механизации и электрификации сельского хозяйства.

## Биография
Родился в семье репрессированных. В 1961 году окончил Челябинский институт механизации и электрификации сельского хозяйства.
С 1978 по 1980 год в заграничной командировке на Кубе, работал советником ректора Гаванского высшего сельскохозяйственного института и советником Минвуза Республики Куба по сельхозобразованию.
С 1986 по 2009 год — ректор Челябинского института механизации и электрификации сельского хозяйства. Действительный член РАСХН с 2007 года.
Умер 20 мая 2017 года в Челябинске после продолжительной болезни. Похоронен в Челябинске на Шершневском кладбище.

## Научная деятельность
Занимался разработкой полунавесных плугов, рабочих органов противоэрозионных почвообрабатывающих машин, «канадской» технологии возделывания зерновых культур, тракторов ЧТЗ сельскохозяйственного. назначения.

## Основные работы
- Бледных В. В., Любимов А. И. Практикум по сельскохозяйственным машинам (учебное пособие для факультета механизации сельского хозяйства). — М.: Колос, 1971. — 207 с.
- Бледных В. В., Власов Н. С. и др. Методика экономической оценки сельскохозяйственной техники: (руководство по дипломному проектированию). — М.: Колос, 1979. — 399 с. — (Учебники и учеб. пособия для высших с.-х. учеб. заведений).

- Вычислительная техника в инженерных и экономических расчетах: учеб. для студентов вузов по инж. спец. сел. хоз-ва / соавт. В. Т. Сергованцев. — 3-е изд. — М.: Финансы и статистика, 1988. — 214 с.
- Совершенствование технологии уборки и послеуборочной обработки урожая зерновых, зернобобовых и крупяных культур в условиях Южного Урала: учеб. пособие / соавт.: Н. И. Косилов и др.; Челяб. гос. агроинж. ун-т. — Челябинск, 1995. — 90 c.
- Практикум по сельскохозяйственным машинам: учеб. пособие для студентов вузов по спец. 311300 «Механизация сел. хоз-ва» / соавт.: А. И. Любимов и др. — М.: Колос, 1997. — 191 с. — То же. — 2-е изд., перераб. и доп. — 1999. — 191 с.
- Техническое обслуживание и ремонт машин в сельском хозяйстве: учеб пособие для студентов вузов по спец. 311900 «Технология обслуживания и ремонта машин в агропром комплексе» / соавт.: В. И. Черноиванов и др.; Всерос. н.-и. и технол. ин-т ремонта и эксплуатации маш.- тракт. парка и др. — 2-е изд., перераб. и доп. — М., 2003. — 987 с.
- Индустрия наносистем и материалов: перспективы использования в сельском хозяйстве / соавт.: В. И. Черноиванов и др.; Всерос. н.-и. и технол. ин-т ремонта и эксплуатации маш. — тракт. парка и др. — М.; Челябинск, 2007. — 240 с.
- Нанофильтрация воды для предприятий АПК. Т.1. Современные способы водоочистки / соавт.: Л. С. Орсик, Е. М. Басаргина. — М.; Челябинск, 2008. — 239 с.
- Крестьяне / ФГОУ ВПО «Челяб. гос. агроинженер. ун-т». — Челябинск,2009.- 138 с.
- Устройство, расчет и проектирование почвообрабатывающих орудий: учеб. пособие / Челяб. гос. агроинженер. акад. — Челябинск, 2010. — 203 с.
- Исследование операций в сельском хозяйстве и агроинженерии. — М.: Росинформагротех, 2012. — 150 с.

## Награды и звания
- Заслуженный деятель науки и техники РФ[2].
- Почётный работник высшего образования[1].
- Орден Трудового Красного Знамени[1].
- Орден Дружбы народов[3]